# Elmar Zorn

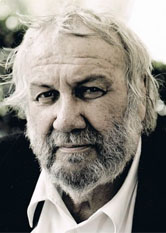
Elmar Zorn (2014)

Elmar Zorn (* 1945 in Hof (Saale)) ist ein deutscher Kunstberater, Ausstellungskurator und Publizist.

## Leben
Elmar Zorn studierte Kunst-, Literatur- und Theaterwissenschaften in München. Bei seinem Promotionsstipendium der Studienstiftung des deutschen Volkes für Rom promovierte er über das Thema „Karl Wolfskehl im Exil“ als Beitrag zur Geschichte der deutsch-jüdischen Exilliteratur. Von 1978 bis 1984 hatte er eine leitende Tätigkeit im Münchener Kulturreferat inne; wichtigste Initiativen waren dabei Spielmotor e. V., erstes Modell einer Public Private Partnership zwischen der Stadt München und der BMW AG, Berufung von Sergiu Celibidache zum GMD der Münchner Philharmoniker, Erfindung des Münchner Klaviersommers, Konzept über die Veranstaltungsreihe „Reden über das Eigene Land: Deutschland“ und die Vorbereitung zur Gründung des Münchner Filmfestes. Anschließend baute er die EZO Kunstdirektion für internationalen Kulturaustausch auf und war Chefkurator der „Kultur Konzepte Sprengel“ (München, Berlin, New York). 1988 und 1989 war er künstlerischer Leiter der Wiener Festwochen und wurde 1993 zum künstlerischen Leiter des von Richard Meier neu gebauten Ulmer Stadthauses berufen. Er war Mitbegründer der Bartuz Foundation/„Société Imaginäre“ (Washington, Buenos Aires und Berlin). Des Weiteren leitete er das Netzwerk „Art in Nature“ Paris/Wien, gründete die Initiative „Fudamenta MM. Arts, Sciences and Technologies for a New Millennium“ mit der UNESCO (Paris/Venedig) sowie der „Curatorial Partners“, einem Arbeitskreis von Museumsdirektoren, Ausstellungsmachern und Kunstpublizisten verschiedener Länder, deren Sprecher er bis heute ist. Von 1999 bis 2001 war er Kurator der Bundesgartenschau in Potsdam. Seit 2013 ist er zusätzlich Künstlerischer Leiter des Online-Kunstraumes „Curator’s Choice“. Er lebt und arbeitet in München und Traunstein.

## Publikationen (Auswahl)
- Elmar Zorn (Beitrag): Einleitung; Aufblühende Landschaften der Erinnerung – Einführung in das Kapitel „Diana“ von „New Gardens“. In: Sou Via Meng, Martin Zeller (Hrsg.): NEW GARDENS II DIANA. 2014, ISBN 978-99965-905-4-2.
- Elmar Zorn (Hrsg.): Icons of Abstract Imagination. In: Sergey Dozhd: Psy Art. New Spaces for Art. Damm und Lindler, Berlin 2014, ISBN 978-3-9815294-3-2.
- Elmar Zorn (Beitrag): Du sollst dir ein Bild machen. Der Zeichner Rudi Wach. In: Weiermair (Hrsg.): Rudi Wach. La porta delle mani. Palombi & Partner, Rom 2014, ISBN 978-88-6060-633-4.
- Elmar Zorn (Hrsg.): Inge Doldinger. Fänger des Lichts: Catchers of Light. Hirmer Verlag, München 2013, ISBN 978-3-7774-2168-1.
- Elmar Zorn (Hrsg.): taisa nasser. alchemie der farbe. damm und lindlar Verlag, Berlin 2013, ISBN 978-3-9815294-0-1.
- Elmar Zorn (Beitrag): Kunst und Natur, ein Spannungsfeld, erschienen in „Andreas Legath – Südwärts“. Humpeneder-Graf (Hrsg.). Kehret Verlag, Berlin 2011, ISBN 978-3-86828-218-4.
- Elmar Zorn (Beitrag): Konkrete Linien. In: Werksbesichtigung Jusha Müller. nah anders nah. Kösel, Altusried/Krugzell 2010, ISBN 978-3-00-033890-8.
- Elmar Zorn (Beitrag): Culla delle Materie. In: Giorgio (Hrsg.): Fuggitivo. Città de Castello 2010, ISBN 978-88-500-0481-2.
- Elmar Zorn (Beitrag): Wachs Hommage an Körper und Geist.In: Meighörner (Hrsg.): Rudi Wach – Einst war ich eine Hand – Skulpturen und Zeichnungen. 2010, ISBN 978-3-900083-23-6.
- Elmar Zorn (Beitrag): Das große Lachen/Hearty Laughter. Prestel Verlag, München 2008, ISBN 978-3-7913-4033-3.
- Elmar Zorn (Beitrag): Art meets Science – Rita Adolf-Wollfarths Bilderzyklus des Nanokubismus. In: Jara GmbH (Hrsg.): Rita Adolf-Wollfarth – Nanokubismus. Hirmer Verlag, München 2008, ISBN 978-3-7774-2481-1.
- Elmar Zorn (Beitrag): Wunderkind, Patriot, Europäer. Bernd Schwarzes Leben in der Kunst. In: Kunstmuseum Bonn (Hrsg.): Bernd Schwarzer Zeichnungen Drawings. BM Medienverlag, Köln 2006, ISBN 3-929790-79-3.
- Elmar Zorn (Beitrag): Einleitung. In: TROPPO VERO – Malerei von Bernd Schottdorf. Mailand 2004, ISBN 88-202-1667-1.
- Elmar Zorn (Hrsg.): NIDS. In: NILS-UDO NIDS. Editions Cercle D`Art, Paris 2003, ISBN 2-7022-0675-1.
- Elmar Zorn (Beitrag): Die Schöpfung ist ein langes Band. In: Kunstmuseum Bonn (Hrsg.): Walter Urbach Papaver. Reschke, Steffens und Kruse, Berlin/Köln 2002, ISBN 3-929790-54-8.
- Elmar Zorn (Beitrag): CREATORE DI NUOVI MONDI PITTORICI. In: Zaunschirm (Hrsg.): Johann Julian Taupe – Zwischen den Formaten. 1997, ISBN 3-85013-461-X.